# Ragusa (cheval)
Ragusa (1960-1973), est un cheval de course pur-sang anglais.

## Carrière de courses
En 1959, Harry F. Gungenheim envoie sa poulinière Fantan en Italie pour y rencontrer le grand Ribot. La jument a du mal à remplir, et finalement elle est testée pleine mi-juin, bien après la fin de la saison de monte. Le poulain qui naît l'année suivante en Irlande est chétif, il doit être nourri au biberon et son éleveur s'en sépare au plus tôt, aux ventes de yearlings de Ballsbridge, en septembre 1961. C'est donc pour 3 800 Guinées qu'il rejoint les boxes de Paddy Prendergast. Bonne pioche. Ragusa s'impose d'emblée pour ses débuts à 2 ans, en juin 1962. Ce sera sa seule sortie cette année-là. En 1963, il effectue une rentrée quelconque en avril, puis va prendre en Angleterre la deuxième places des Dee Stakes, une préparatoire au Derby. Suffisant, de l'avis de son entraîneur, pour se présenter au départ du grand rendez-vous des 3 ans, où ce poulain peu expérimenté prend une méritoire troisième place tandis que devant le champion français Relko s'envole. 
La carrière de Ragusa, désormais classique, vient de prendre un nouveau tour, et la suite de sa saison va montrer qu'il est bien le meilleur poulain des îles anglo-britanniques. Un mois après le Derby, il remporte l'Irish Derby puis revient en Angleterre pour détruire de quatre longueurs un aréopage de 3 ans et de chevaux d'âge dans les King George VI & Queen Elizabeth Stakes. Il continue sur sa lancée dans les Great Voltigeur Stakes, seulement d'une tête c'est vrai devant le vainqueur des 2000 Guinées Only For Life, puis achève son année en apothéose dans le St. Leger, laissant ses rivaux à 6 longueurs. Sa saison se termine là, alors qu'il aurait pu venir sur le Prix de l'Arc de Triomphe : ce sera pour l'année prochaine.  
L'année suivante, Ragusa trouve une tâche facile pour sa rentrée en Irlande. Mais, surprise, il est nettement battu en mai dans les Royal Whip Stakes. Mais remet vite les pendules à l'heure durant l'été dans les Eclipse Stakes, où il domine le 3 ans Baldric, lauréat des 2000 Guinées. On ne le reverra plus d'ici le Prix de l'Arc de Triomphe en octobre. Il compte parmi les favoris dans le grand rendez-vous de Longchamp mais, pour la première fois de sa carrière, il sombre inexplicablement et se retire sur cette déroute, nanti toutefois d'un colossal rating Timeform de 137 et d'un compte en banque bien garni puisqu'il est à l'époque le cheval le plus riche de l'histoire des courses anglaises et irlandaises. 

### Résumé de carrière
| Date         | Hippodrome   | Pays        | Course                                  | Distance    | Jockey         | Place       | Écart       | Vainqueur ou deuxième |
| 1962, 2 ans  | 1962, 2 ans  | 1962, 2 ans | 1962, 2 ans                             | 1962, 2 ans | 1962, 2 ans    | 1962, 2 ans | 1962, 2 ans | 1962, 2 ans           |
| ------------ | ------------ | ----------- | --------------------------------------- | ----------- | -------------- | ----------- | ----------- | --------------------- |
| 6 juin       | Curragh      | Irlande     | Suir Maiden Plate                       | 1 400 m     | Garnet Bougour | 1er / 19    | 1 ½         | Tomahawk              |
| 1963, 3 ans  |              |             |                                         |             |                |             |             |                       |
| 12 avril     | Phoenix Park | Irlande     | Players Navy Cup                        | 1 600 m     | P. McIntyre    | 5e / 14     | ―           | Lock Hard             |
| 9 mai        | Chester      | Royaume-Uni | Dee Stakes                              | 2 000 m     | Garnet Bougour | 2e / 4      | 3/4         | My Myosotis           |
| 29 mai       | Epsom        | Royaume-Uni | The Derby                               | 2 400 m     | Garnet Bougour | 3e / 24     | 9           | Relko                 |
| 29 juin      | Curragh      | Irlande     | Irish Derby                             | 2 400 m     | Garnet Bougour | 1er / 16    | 2 ½         | Vic Mo Chroi          |
| 20 juillet   | Ascot        | Royaume-Uni | King George VI & Queen Elizabeth Stakes | 2 400 m     | Garnet Bougour | 1er / 10    | 4           | Miralgo               |
| 21 août      | York         | Royaume-Uni | Great Voltigeur Stakes                  | 2 400 m     | Garnet Bougour | 1er / 5     | tête        | Only For Life         |
| 11 septembre | Doncaster    | Royaume-Uni | St. Leger                               | 2 920 m     | Garnet Bougour | 1er / 7     | 6           | Star Moss             |
| 1964, 4 ans  |              |             |                                         |             |                |             |             |                       |
| 25 avril     | Naas         | Irlande     | Ardenode Stakes                         | 2 400 m     | Garnet Bougour | 1er / 3     | 4           | Creda                 |
| 13 mai       | Curragh      | Irlande     | Royal Whip Stakes                       | 2 400 m     | Garnet Bougour | 3e / 4      | 5 ¾         | Cassim                |
| 4 juillet    | Sandown      | Royaume-Uni | Eclipse Stakes                          | 2 000 m     | Garnet Bougour | 1er / 11    | 1 ½         | Baldric               |
| 4 octobre    | Longchamp    | France      | Prix de l'Arc de Triomphe               | 2 400 m     | Garnet Bougour | 0 / 22      | ―           | Prince Royal          |

## Au haras
Ragusa a réussi une honorable carrière d'étalon en Irlande, malgré sa mort prématurée en 1973. Il est le père de l'étoile filante Morston, qui remporta le Derby 1973 pour sa seconde et dernière apparition en course, de Ragstone (Gold Cup), de Caliban (Coronation Cup), ou encore de Homeric, troisième du Prix de l'Arc de Triomphe en 1972.

## Origines
Ragusa est un fils du grandissime Ribot, l'un des meilleurs chevaux de l'histoire, et fameux étalon.
Sa mère est l'Américaine Fantan, élevée dans le Kentucky par Harry Gugenheim puis importée en Irlande en 1955. Bonne poulinière, elle a donné également Ela Marita (par Red God), lauréate des Fred Darling Stakes et des Musidora Stakes, Ribot's Fantasy (par Ribot), troisième des Pretty Polly Stakes et mère de la classique Bold Fantasy (deuxième des Irish 1000 Guineas), et Hilo Girl (par Pago Pago), troisième des Princess Elizabeth Stakes. Red Eye, la deuxième mère, comptait parmi les meilleures pouliches de sa génération aux États-Unis, elle qui enleva les Gazelle Stakes et termina troisième des Acorn Stakes.

### Pedigree
| Origines de Ragusa (IRE), mâle bai né en 1960 | Origines de Ragusa (IRE), mâle bai né en 1960 | Origines de Ragusa (IRE), mâle bai né en 1960 | Origines de Ragusa (IRE), mâle bai né en 1960 |
| --------------------------------------------- | --------------------------------------------- | --------------------------------------------- | --------------------------------------------- |
| Père Ribot                                    | Tenerani                                      | Bellini                                       | Cavaliere d'Arpino                            |
| Père Ribot                                    | Tenerani                                      | Bellini                                       | Bella Minna                                   |
| Père Ribot                                    | Tenerani                                      | Tofanella                                     | Apelle                                        |
| Père Ribot                                    | Tenerani                                      | Tofanella                                     | Try Try Again                                 |
| Père Ribot                                    | Romanella                                     | El Greco                                      | Pharos                                        |
| Père Ribot                                    | Romanella                                     | El Greco                                      | Gay Gamp                                      |
| Père Ribot                                    | Romanella                                     | Barbara Burrini                               | Papyrus                                       |
| Père Ribot                                    | Romanella                                     | Barbara Burrini                               | Bucolic                                       |
| Mère Fantan                                   | Ambiorix                                      | Tourbillon                                    | Ksar                                          |
| Mère Fantan                                   | Ambiorix                                      | Tourbillon                                    | Durban                                        |
| Mère Fantan                                   | Ambiorix                                      | Lavendula                                     | Pharos                                        |
| Mère Fantan                                   | Ambiorix                                      | Lavendula                                     | Sweet Lavender                                |
| Mère Fantan                                   | Red Eye                                       | Petee-Wrack                                   | Wrack                                         |
| Mère Fantan                                   | Red Eye                                       | Petee-Wrack                                   | Marguerite                                    |
| Mère Fantan                                   | Red Eye                                       | Charred Keg                                   | Stimulus                                      |
| Mère Fantan                                   | Red Eye                                       | Charred Keg                                   | Jug of Wine (famille 9)                       |